# Film Makers
「Film Makers」（フィルム・メーカーズ）は、日本の女性歌手、彩音の4枚目のシングル。2006年3月29日にFive Recordsより発売された。

## 概要
- 前作「ORANGE」以来、約4ヶ月半振りとなるリリースであり、2006年に唯一リリースされたシングル。
- Memories Offシリーズのタイアップ付きシングルとしては3作目であり、表題曲はOVA『Memories Off #5 とぎれたフィルム THE ANIMATION』の主題歌に起用されている[2]。
- 3曲目には2006年2月12日にZepp Tokyoにて開催された『メモオフバレンタインコンサート』で初披露したライブバージョンの音源を収録している。
- 表題曲はファーストアルバム『ARCHIVE LOVERS』に収録され、カップリング曲はアルバム未収録となっている。

## 収録曲
| 全作詞・作曲: 志倉千代丸、全編曲: 磯江俊道。 |                                              |            |            |      |
| #                                            | タイトル                                     | 作詞       | 作曲・編曲 | 時間 |
| 1.                                           | 「Film Makers」                              | 志倉千代丸 | 志倉千代丸 | 4:39 |
| 2.                                           | 「誰よりもきっと～for memories～」           | 志倉千代丸 | 志倉千代丸 | 5:35 |
| 3.                                           | 「Film Makers」(Concert ver.)                | 志倉千代丸 | 志倉千代丸 | 1:53 |
| 4.                                           | 「Film Makers」(カラオケ)                    | 志倉千代丸 | 志倉千代丸 | 4:39 |
| 5.                                           | 「誰よりもきっと～for memories～」(カラオケ) | 志倉千代丸 | 志倉千代丸 | 5:35 |
| 合計時間:                                    | 合計時間:                                    | 22:21      |            |      |

## 参加ミュージシャン
| Film Makers - Chorus：彩音、名取友美 - Guitar：榊原秀樹 - Bass：木下伴之 誰よりもきっと～for memories～ - Guitar：村上正芳 - Chorus：名取友美 | Film Makers (Concert ver.) - Keyboard：磯江俊道 - Guitar：志倉千代丸、吉原かつみ - Bass：神保伸太郎 - Drums：佐々木しげそ |

## スタッフ・クレジット
| Recording Engineer：明石浩和 (#1)、早野利宏 (#2)、関朋充 (#3) Mastering Studio：Memory-Tech Mastering Engineer：Naomi Sassa Mixing Studio：STUDIO emPoint |